# سیارک ۷۸۲۵۲
سیارک ۷۸۲۵۲ (به انگلیسی: 78252 Priscio، نامگذاری:2002PF11) هفتاد و هشت هزار و دویست و پنجاه و دومین سیارک کشف شده‌است که در ۵ اوت ۲۰۰۲ کشف شد.